# Gare de Sopot
La gare de Sopot (en polonais: Sopot stacja kolejowa) est une gare située sur le territoire de la ville de Sopot, en Pologne.